# EPrix van Putrajaya 2014
De ePrix van Putrajaya 2014 werd gehouden op 22 november 2014 op het Putrajaya Street Circuit. Het was de tweede race van het eerste Formule E-seizoen.
De race was oorspronkelijk gepland voor 18 oktober, maar de race werd vijf weken verplaatst op verzoek van de premier van Maleisië. De starttijd van de race werd twee uur vervroegd omdat er hevige regenval was voorspeld.

## Kwalificatie
| Pos | No | Coureur                | Team               | Tijd      | Grid |
| --- | -- | ---------------------- | ------------------ | --------- | ---- |
| 1   | 8  | Nicolas Prost          | e.dams Renault     | 1:21.779  | 11   |
| 2   | 6  | Oriol Servià           | Dragon Racing      | 1:22.010  | 1    |
| 3   | 2  | Sam Bird               | Virgin Racing      | 1:22.235  | 2    |
| 4   | 66 | Daniel Abt             | Audi Sport ABT     | 1:22.342  | 3    |
| 5   | 10 | Jarno Trulli           | Trulli GP          | 1:22.347  | 4    |
| 6   | 5  | Karun Chandhok         | Mahindra Racing    | 1:22.612  | 5    |
| 7   | 99 | Nelson Piquet jr.      | China Racing       | 1:22.620  | 6    |
| 8   | 23 | Nick Heidfeld          | Venturi Grand Prix | 1:22.720  | 7    |
| 9   | 21 | Bruno Senna            | Mahindra Racing    | 1:22.816  | 8    |
| 10  | 28 | Matthew Brabham        | Andretti Autosport | 1:22.941  | 9    |
| 11  | 55 | António Félix da Costa | Amlin Aguri        | 1:23.194  | 10   |
| 12  | 30 | Stéphane Sarrazin      | Venturi Grand Prix | 1:23.240  | 12   |
| 13  | 27 | Franck Montagny        | Andretti Autosport | 1:23.697  | 13   |
| 14  | 18 | Michela Cerruti        | Trulli GP          | 1:23.857  | 14   |
| 15  | 88 | Ho-Pin Tung            | China Racing       | 1:23.894  | 15   |
| 16  | 77 | Katherine Legge        | Amlin Aguri        | 1:25.823  | 16   |
| 17  | 3  | Jaime Alguersuari      | Virgin Racing      | geen tijd | 17   |
| 18  | 11 | Lucas di Grassi        | Audi Sport ABT     | geen tijd | 18   |
| 19  | 9  | Sébastien Buemi        | e.dams Renault     | geen tijd | 19   |
| 20  | 7  | Jérôme d'Ambrosio      | Dragon Racing      | geen tijd | 20   |

## Race
| Pos | No | Coureur                | Team               | Rondes | Tijd/Oorzaak uitval      | Grid | Punten |
| --- | -- | ---------------------- | ------------------ | ------ | ------------------------ | ---- | ------ |
| 1   | 2  | Sam Bird               | Virgin Racing      | 31     | 51:11.979                | 2    | 25     |
| 2   | 11 | Lucas di Grassi        | Audi Sport ABT     | 31     | +4.175                   | 18   | 18     |
| 3   | 9  | Sébastien Buemi        | e.dams Renault     | 31     | +5.739                   | 19   | 15     |
| 4   | 8  | Nicolas Prost          | e.dams Renault     | 31     | +9.552                   | 11   | 15     |
| 5   | 7  | Jérôme d'Ambrosio      | Dragon Racing      | 31     | +13.722                  | 20   | 10     |
| 6   | 5  | Karun Chandhok         | Mahindra Racing    | 31     | +17.158                  | 5    | 8      |
| 7   | 6  | Oriol Servià           | Dragon Racing      | 31     | +18.621                  | 1    | 6      |
| 8   | 55 | António Félix da Costa | Amlin Aguri        | 31     | +19.926                  | 10   | 4      |
| 9   | 3  | Jaime Alguersuari      | Virgin Racing      | 31     | +20.053                  | 17   | 4      |
| 10  | 66 | Daniel Abt             | Audi Sport ABT     | 31     | +45.663                  | 3    | 1      |
| 11  | 88 | Ho-Pin Tung            | China Racing       | 31     | +55.833                  | 15   |        |
| 12  | 30 | Stéphane Sarrazin      | Venturi Grand Prix | 31     | +56.626                  | 12   |        |
| 13  | 28 | Matthew Brabham        | Andretti Autosport | 31     | +1:05.036                | 9    |        |
| 14  | 21 | Bruno Senna            | Mahindra Racing    | 30     | Ongeluk                  | 8    |        |
| 15  | 77 | Katherine Legge        | Amlin Aguri        | 28     | +3 ronden                | 16   |        |
| 16  | 10 | Jarno Trulli           | Trulli GP          | 28     | +3 ronden                | 4    |        |
| DNF | 99 | Nelson Piquet jr.      | China Racing       | 22     | Botsing                  | 6    |        |
| DNF | 18 | Michela Cerruti        | Trulli GP          | 7      | Botsing                  | 14   |        |
| EX  | 23 | Nick Heidfeld          | Venturi Grand Prix | 14     | Uitgesloten              | 7    |        |
| DSQ | 27 | Franck Montagny        | Andretti Autosport | 30     | Positieve dopingcontrole | 13   |        |

## Standen na de race

### Coureurs
| Positie | Rijder            | Team               | Punten |
| ------- | ----------------- | ------------------ | ------ |
| 1       | Lucas di Grassi   | Audi Sport ABT     | 43     |
| 2       | Sam Bird          | Virgin Racing      | 40     |
| 3       | Franck Montagny   | Andretti Autosport | 18     |
| 4       | Nicolas Prost     | e.dams Renault     | 18     |
| 5       | Jérôme d'Ambrosio | Dragon Racing      | 18     |

### Constructeurs
| Positie | Team               | Punten |
| ------- | ------------------ | ------ |
| 1       | Audi Sport ABT     | 45     |
| 2       | Virgin Racing      | 44     |
| 3       | e.dams Renault     | 33     |
| 4       | Andretti Autosport | 30     |
| 5       | Dragon Racing      | 30     |